# Sojuz MS-12
Sojuz MS-12 fu un volo astronautico verso la Stazione Spaziale Internazionale (ISS) e parte del programma Sojuz, ed è il 141° volo con equipaggio della navetta Sojuz dal primo volo avvenuto nel 1967. L'equipaggio partì il 14 marzo 2019 dal Cosmodromo di Bajkonur per prender parte ad una missione di sei mesi durante le Expedition 59/60. Ovčinin, Hague e il partecipante al volo Al Mansouri sono tornati sulla Terra il 3 ottobre 2019, dopo 202 giorni nello spazio mentre Koch tornerà a bordo della Sojuz MS-13 il 6 febbraio 2020.

## Equipaggio

### Equipaggio principale
| Ruolo                                    | Equipaggio al lancio                                  | Equipaggio all'atterraggio                            |
| ---------------------------------------- | ----------------------------------------------------- | ----------------------------------------------------- |
| Comandante                               | Aleksej Ovčinin, Roscosmos Expedition 59 Secondo volo | Aleksej Ovčinin, Roscosmos Expedition 59 Secondo volo |
| Ingegnere di volo                        | Nick Hague, NASA Expedition 59 Primo volo             | Nick Hague, NASA Expedition 59 Primo volo             |
| Ingegnere di volo / Partecipante al volo | Christina Koch, NASA Expedition 59 Primo volo         | Hazza Al Mansouri, MBRSC Primo volo                   |

### Equipaggio originale
Originariamente dell'equipaggio facevano parte Oleg Skripočka, Christina Koch e il primo astronauta degli Emirati Arabi. Quest'ultimo sarebbe dovuto partire con la Sojuz MS-12 e tornare a Terra con la Sojuz MS-11, dopo una permanenza di circa una settimana a bordo della ISS. A causa dell'incidente della Sojuz MS-10, questo scambio di equipaggio non è stato possibile e quindi l'astronauta degli Emirati Arabi è stato scartato dall'equipaggio. Per permettere all'equipaggio della Sojuz MS-10 di partire senza aspettare la turnazione degli equipaggi, le Agenzie hanno deciso di sostituire l'astronauta degli Emirati con Nick Hague e Skripočka con Aleksej Ovčinin.
Ad aprile 2019 Hazza Al Mansouri è stato assegnato alla missione di breve durata sulla ISS, partendo a bordo della Sojuz MS-15 e rientrando con la Sojuz MS-12 prendendo il posto di Koch. Koch infatti resterà a bordo della ISS anche durante l'Expedition 61 e tornerà a Terra con la Sojuz MS-13 prendendo il posto di Andrew Morgan.

### Equipaggio di riserva
| Ruolo             | Equipaggio                                  | Equipaggio                                  |
| ----------------- | ------------------------------------------- | ------------------------------------------- |
| Comandante        | Aleksandr Skvorcov, Roscosmos Expedition 60 | Aleksandr Skvorcov, Roscosmos Expedition 60 |
| Ingegnere di volo | Luca Parmitano, ESA Expedition 60           | Luca Parmitano, ESA Expedition 60           |
| Ingegnere di volo | Andrew Morgan, NASA Expedition 60           | Andrew Morgan, NASA Expedition 60           |